# John William Green
John William Green (Waverley, 7 de octubre de 1930) es un botánico australiano, especialista en rósidas.
Green comenzó su carrera en botánica en 1954 como asistente botánico del Herbario de Australia Occidental, donde permaneció en esa posición hasta 1958, y en su último año sirvió como asesor botánico de estudios fitoquímicos en el sudoeste australiano.
A continuación, tomó una posición en la Universidad de Nueva Inglaterra en Armidale, Nueva Gales del Sur hasta 1963, cuando se trasladó a Canberra, inicialmente como académico, y después de 1966 como investigador en el "Instituto de Investigación Forestal". En 1970 se mudó a Ontario, Canadá, al aceptar un puesto como profesor en la Universidad Laurentiana.
En 1975, Green volvió a Australia, teniendo a su cargo el curado del Herbario de Australia Occidental, ocupando ese cargo hasta 1987. Durante ese tiempo se encargó de supervisar la introducción de sistemas de bases de datos para la gestión de las colecciones.

## Algunas publicaciones

### Libros
- john william Green. 1981. Census of the vascular plants of Western Australia. Editor Western Australian Herbarium, Dept. of Agr. 113 pp.
- ------------------------------. 1967. A study of altitudinal variation in Eucalyptus pauciflora Sieb ex Spreng. Editor Australian National Univ. 17 pp.